# Рансом (Канзас)
Рансом (англ. Ransom) — місто (англ. city) в США, в окрузі Несс штату Канзас. Населення — 260 осіб (2020).

## Географія
Рансом розташований за координатами 38°38′10″ пн. ш. 99°55′58″ зх. д. / 38.63611° пн. ш. 99.93278° зх. д. (38.636178, -99.932727).  За даними Бюро перепису населення США в 2010 році місто мало площу 0,83 км², уся площа — суходіл.

## Демографія
Згідно з переписом 2010 року, у місті мешкали 294 особи в 129 домогосподарствах у складі 80 родин. Густота населення становила 353 особи/км².  Було 178 помешкань (214/км²).
Расовий склад населення:
| - 99,3 % — білих |

До двох чи більше рас належало 0,7 %. Частка іспаномовних становила 0,7 % від усіх жителів.
За віковим діапазоном населення розподілялося таким чином: 19,4 % — особи молодші 18 років, 44,9 % — особи у віці 18—64 років, 35,7 % — особи у віці 65 років та старші. Медіана віку мешканця становила 52,7 року. На 100 осіб жіночої статі у місті припадало 88,5 чоловіків;  на 100 жінок у віці від 18 років та старших — 86,6 чоловіків також старших 18 років.
Середній дохід на одне домашнє господарство  становив 60 168 доларів США (медіана — 36 964), а середній дохід на одну сім'ю — 66 179 доларів (медіана — 49 750). За межею бідності перебувало 10,1 % осіб, у тому числі 19,4 % дітей у віці до 18 років та 6,5 % осіб у віці 65 років та старших.
Цивільне працевлаштоване населення становило 131 осіб. Основні галузі зайнятості: освіта, охорона здоров'я та соціальна допомога — 29,0 %, сільське господарство, лісництво, риболовля — 18,3 %, фінанси, страхування та нерухомість — 9,2 %, будівництво — 9,2 %.